# Sofie Goffin
Sofie Goffin (Amberes, 21 de noviembre de 1979) es una deportista belga que compitió en natación. Ganó una medalla de bronce en el Campeonato Europeo de Natación de 2000, en la prueba de 4 × 100 m libre.

## Palmarés internacional
| Campeonato Europeo | Campeonato Europeo   | Campeonato Europeo | Campeonato Europeo |
| Año                | Lugar                | Medalla            | Prueba             |
| ------------------ | -------------------- | ------------------ | ------------------ |
| 2000               | Helsinki (Finlandia) | Medalla de bronce  | 4 × 100 m libre    |